# Tephritis joanae
Tephritis joanae
 es una especie de insecto díptero que Goeden describió científicamente por primera vez en el año 1993.
Esta especie pertenece al género Tephritis de la familia Tephritidae.